# La scienza occulta
La scienza occulta è un libro del filosofo ed esoterista Rudolf Steiner, che si presenta come il seguito del suo precedente saggio Teosofia.
L'autore utilizza il termine «occulto» per designare la natura delle nozioni che intende divulgare, non per indicarle come una «vaga ricerca dell'ignoto, del misterioso, o dell'oscuro», ma nel senso di «nascoste» ai normali sensi ordinari, che egli si propone pertanto di esplicare con l'ausilio di apposite facoltà che chiunque a suo dire può ridestare in sé stesso.

## Carattere della scienza occulta
Nel primo capitolo l'autore vuole sgombrare il campo da alcuni pregiudizi sulla «scienza occulta», la quale andrebbe semplicemente esposta per come è, senza metodi artificiosi di persuasione. Esempi di tali pregiudizi sono:
- che gli enigmi posti dagli uomini circa la realtà invisibile siano innaturali, temerari, o che vi siano limiti intrinseci a quel che l'essere umano può conoscere;
- che nella scienza occulta vi sia qualcosa di malsano, mentre in realtà essa dà forza e consistenza alla vita;
- che sia necessaria la chiaroveggenza per comprendere le informazioni della scienza occulta, quando queste invece, pur non potendo essere percepite coi normali organi di senso, vanno comprese con l'ausilio dell'intelligenza ordinaria.

L'autore si dice convinto che nessun vero scienziato potrebbe trovare alcuna contraddizione tra la scienza basata sui fatti visibili e quella occulta, fondandosi entrambi sull'elaborazione di «dati» offerti dalla natura: nel caso della scienza occulta questo dato è l'uomo stesso, che lo scienziato deve sapere eleborare, facendo di sé stesso lo strumento di indagine per esplorare i mondi invisibili.

## Costituzione dell'uomo
I normali sensi, su cui si basa l'intelletto ordinario, possono accedere solo a una parte dell'essere umano completo, cioè il corpo fisico, soggetto a nascita e morte.
- 1. È questo il corpo più denso in assoluto, equiparato da Steiner alla condizione dei minerali, sebbene le forze in esso presenti siano poste al servizio di altre componenti più elevate. La morte mette in evidenza come nel cadavere siano attive le stesse leggi e sostanze del regno minerale, ma proprio la sua decomposizione denota la scomparsa di quel che viceversa differenzia l'uomo dai minerali medesimi.
- 2. La lotta contro le forze disgreganti della mineralità è condotta infatti dal corpo eterico, per percepire il quale entra in campo la scienza occulta. Steiner lo chiama anche «corpo vitale», trattandosi di quel veicolo che conferisce vitalità all'organismo, e a cui riconosce, pur con molti distinguo, una certa parentela col concetto di forza vitale di cui parlavano gli scienziati nella prima metà del XIX secolo, prima che venisse bandito dalla biologia. Il corpo eterico è ciò che accomuna l'uomo al mondo vegetale, come quello fisico al minerale. La separazione del corpo eterico da quello fisico è ciò che sul piano visibile determina la morte.
- 3. Il terzo arto costitutivo dell'essere umano, che possiede un grado di realtà più elevato, è il corpo astrale: come quello eterico conferisce la vita, così il corpo astrale è responsabile dello stato di veglia a cui ci ridestiamo dopo il sonno. Durante lo stato di incoscienza del sonno, infatti, il corpo astrale si separa da quello eterico, facendo cessare le azioni e la coscienza.

(Rudolf Steiner, La scienza occulta, op. cit., pag. 22)
- 4. Il quarto componente dell'essere umano, sede dell'Io, non ha un corrispettivo sul piano sensibile, né su quello animale, ed è pertanto esclusivo dell'essere umano. Rudolf Steiner a questo livello non parla di corpo ma di anima, distinguendola in tre componenti: senziente, razionale, cosciente. L'anima senziente può tuttavia essere fatta coincidere con il precedente corpo astrale, mentre l'anima cosciente con il livello successivo del Sé spirituale. L'anima razionale è invece quella che caratterizza più propriamente l'Io, a cui l'uomo perviene tramite la sensazione che, in mezzo al mutare delle esperienze di dolore e piacere, o di fame e di sete, vi è qualcosa che permane. Ed è proprio questo sentimento che differenzia l'uomo dagli animali, e che operando nell'ambito della razionalità, consente il perdurare della conoscenza tramite la memoria.

(Rudolf Steiner, La scienza occulta, op. cit., pag. 23)
L'anima razionale o affettiva è il punto dove si ha il passaggio dal corporeo all'animico, perché è grazie all'anima che l'uomo è in grado di guidare le proprie conoscenze, svincolandosi dagli oggetti presenti della percezione, a cui il corpo astrale limita le proprie esperienze, diventando capace di richiamare anche quelle del passato.

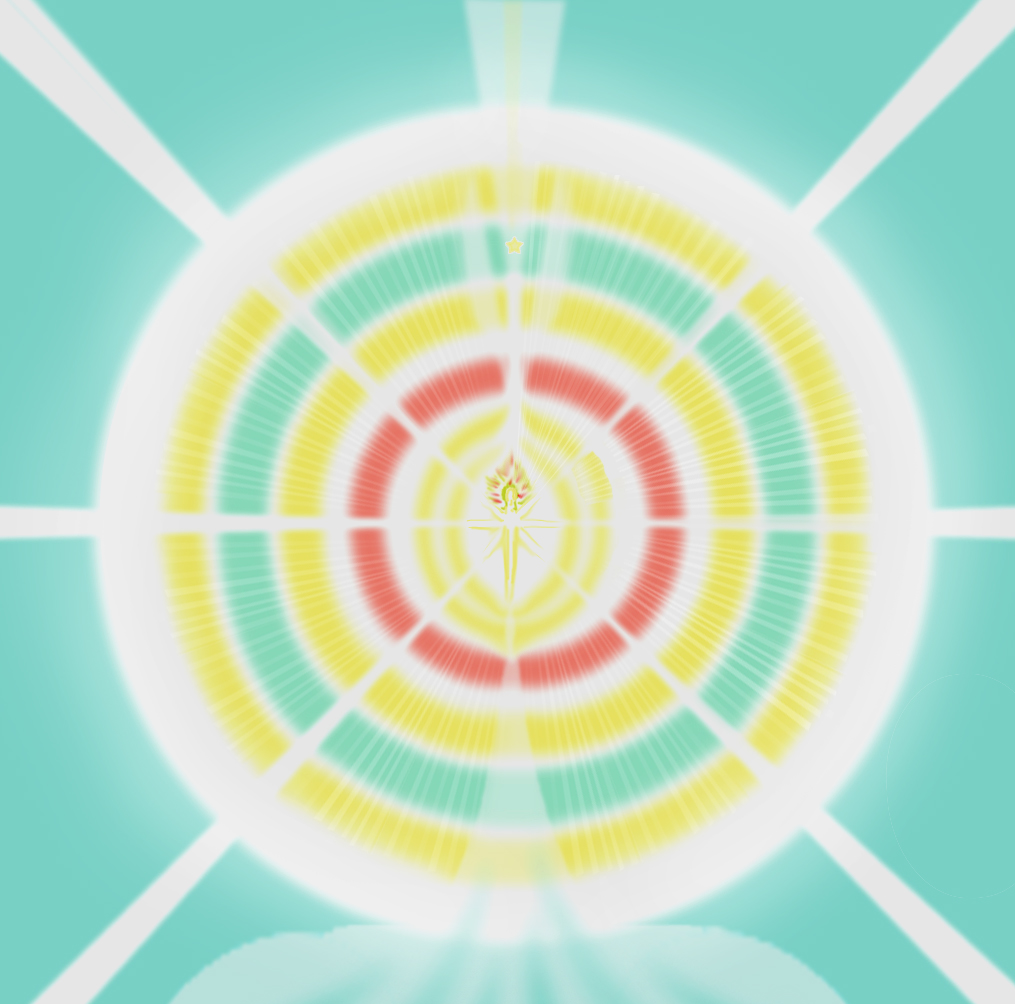
Il germe spirituale dell'essere umano, in attesa di venire sviluppato, è equiparabile ad un nucleo contenuto nei suoi vari corpi, simili ad involucri che lo racchiudono.

L'Io può anche andare oltre le esperienze, che sebbene rielaborate dalla propria memoria, egli ha pur sempre ricevuto dall'esterno. Egli può rivolgere la propria attenzione interamente su sé stesso, pervenendo alla percezione della propria essenza attraverso l'autocoscienza.
Si ha così una struttura ulteriore che non può essere compresa se non attraverso una certa attività interiore: è il «santuario nascosto» dell'anima a cui non può avere accesso nulla di esterno ad essa, ma si raggiunge solo immergendosi nel divino che è nell'umano. Steiner la chiama «anima cosciente», la quale conduce a una conoscenza interiore di sé stessi, così come il corpo astrale (sensazione), unito alla capacità mnemonica dell'Io (intelletto), raggiunge una conoscenza del mondo esterno.
Da qui ha inizio il percorso che ogni uomo deve saper compiere individualmente per riuscire a percepire lo Spirito, a cui si accede con la medesima attività che egli sviluppa per percepire sé stesso. Diventando padrone degli elementi inferiori della propria anima, l'Io potrà nobilitarla e spiritualizzarla, aggiungendo così tre nuovi elementi al suo essere.
(Rudolf Steiner, La scienza occulta, op. cit., pag. 26)
- 5. Il primo livello della componente spirituale dell'uomo, identificabile con quel che Steiner ha chiamato diversamente «anima cosciente», in cui l'anima cioè si connette con lo spirito, è il Sé o la Personalità Spirituale. Si tratta del quinto arto nell'uomo ma presente solo in germe, che si sviluppa grazie al lavoro compiuto dall'Io sul corpo astrale, il quale ne risulta via via dominato e trasformato.

(Rudolf Steiner, La scienza occulta, op. cit., pag. 26)
- 6. Il secondo livello dello Spirito, ovvero il sesto nell'uomo, è invece la controparte spirituale del corpo eterico o vitale, che si sviluppa quando l'Io lavora su di esso, ed è chiamata da Steiner Spirito vitale. Si tratta di un lavoro più arduo che sul corpo astrale, poiché il corpo eterico è avvolto sotto due strati: la costruzione dello Spirito vitale consiste infatti nel nobilitare il proprio temperamento e le peculiarità più profonde del carattere.

Gli impulsi più forti che spingono l'uomo ad agire sul corpo eterico sono gli insegnamenti di natura religiosa, che creano in lui un sentimento costante in grado di conferire ai suoi pensieri e volizioni, già modellati nel Sé spirituale, una caratteristica di unitarietà e di durata che si mantiene attraverso i loro cambiamenti. In modo analogo agiscono sul corpo eterico gli influssi spirituali dell'arte, di cui l'autore sottolinea importanza per tutta l'evoluzione umana.
- 7. Il lavoro dell'Io può estendersi, oltre che ai corpi astrale ed eterico, anche a quello fisico: è così che si sviluppa il grado più alto dell'evoluzione umana rappresentato dall'Uomo-Spirito. Un segno di tale lavoro, da non intendersi però come di natura rozzamente materiale, si può scorgere ad esempio nei fenomeni dell'impallidire o del rossire. Steiner tiene a precisare che solo approfondendo la conoscenza soprasensibile si può arrivare a capire la natura di questo lavoro dell'Io sul corpo fisico, inaccessibile altrimenti all'esperienza ordinaria.[2]

(Rudolf Steiner, La scienza occulta, op. cit., pag. 28)

## Sonno e morte
Come il sonno apporta ristoro e vigore alle forze attive nello stato di veglia, così la conoscenza dell'invisibile dà senso e rinforzo a quella del visibile. Per capire la vita, l'autore affronta quindi gli enigmi del sonno, del sogno, e della morte:
- Quando si dorme, l'Io ed il corpo astrale si ritirano da quello eterico, mentre quest'ultimo rimane all'interno del fisico. Durante questa separazione, il corpo astrale esplica la sua azione in un ambiente extra-corporeo dove poter reintegrare quelle forme e quei modelli da veicolare al corpo eterico, funzionali a sua volta alla conservazione del fisico. Nella veglia infatti l'essere umano si forma delle immagini basate sul mondo esterno, che nella sua anima disturbano il mantenimento della propria «architettura» interna, dando luogo alla stanchezza.[4]

Il corpo «astrale» è appunto così denominato da Steiner perché la sua dimora naturale è il mondo degli astri, o delle stelle, da cui si allontana quando viene riassorbito dai corpi eterico e fisico per apportare loro le forze di quel mondo, al loro risveglio.
- Il sogno è invece uno stato intermedio tra il sonno e la veglia, che si verifica quando il corpo astrale mantiene una certa unione con l'eterico, pur non avendo più alcun legame col corpo fisico e quindi coi suoi organi di senso, cosa che determina la creatività e l'arbitrarietà delle immagini, non più vincolate alle leggi della percezione sensoria. Tali immagini, che sono la traduzione in simboli di processi reali, nascondono tuttavia un loro ordine. Quando poi cessa anche il legame con l'eterico, si cade nella totale incoscienza del sonno senza sogni, nel quale continua comunque ad agire quella facoltà creatrice.
- Mentre nel sonno i corpi eterico e fisico restano uniti, con la morte essi si distaccano per l'azione del corpo astrale che separa il primo dal secondo. In tal modo il corpo eterico si ritrova congiunto per un certo tempo all'astrale, cosa che determina un vivo ricordo della vita appena trascorsa.

In seguito anche il corpo eterico viene abbandonato dall'astrale, il quale, non più collegato dai sensi col mondo esterno, riesce ora a percepire le esperienze della dimensione astrale. Esso porta con sé, nel periodo cosiddetto del «kamaloka», quel che l'Io ha elaborato in vita, compresi tuttavia i suoi desideri inappagati.
Oltre ai desideri di natura spirituale, e a quelli sensibili provenienti dai corpi inferiori, che cessano con la dissoluzione di questi, vi è infatti un terzo tipo di desideri propri dell'Io ma appagabili solo da organi corporei, che nel mondo spirituale non possono trovare soddisfazione. Questi desideri assumono allora la forma di nubi oscure, descritte da Steiner come esseri orribili per lo sguardo chiaroveggente, che si nutrono di quelle passioni. Tale privazione torturante è come un «fuoco spirituale distruttore» in cui è necessario purificare quei desideri inestinguibili.
Dopo la purificazione del kamaloka, l'Io si separa infine dal corpo astrale, trovandosi in un ambiente costituito da entità della medesima natura del suo Io. Questa regione spirituale viene descritta come formata da tre parti, assimilabili alla dimensione fisica, liquida e aerea del mondo sensibile, ma apparendo con caratteristiche inverse e complementari. Come quest'ultimo è compenetrato inoltre da luce e calore, il mondo spirituale è compenetrato da pensieri, veri e propri esseri viventi.
L'Io vi reca, come un germe, il frutto della sua vita terrena, traendo nuova linfa per il suo sviluppo futuro, e lavorando al contempo per adattare le condizioni della Terra al suo ritorno. Dalle tre regioni dello Spirito riceve quindi le forze che plasmeranno i suoi nuovi corpi astrale, eterico e fisico.
(Rudolf Steiner, La scienza occulta, op. cit., pag. 43)
Prima di reincarnarsi egli ha la visione degli ostacoli che dovrà superare, quali retaggi della sua vita passata, che determineranno il suo «karma» futuro. Le qualità e le tendenze della sua nuova vita non possono perciò essere attribuite a fattori ereditari, perché se appartenessero ad una stirpe, e non a una singola persona, dovrebbero trovarsi al principio e non alla fine della linea ereditaria.
Steiner fa inoltre l'esempio di Fichte quale sommo filosofo il quale, pur avendo intuito che è l'Io a determinare il proprio destino, e non i suoi fattori fisici o genetici, non è tuttavia riuscito a comprendere che esso non può che costruirselo attraverso ripetute vite terrene.

## L'evoluzione del mondo e dell'uomo
I sette arti della costituzione umana risultano da una lunga evoluzione dell'universo, durante la quale la stessa Terra ha attraversato altri tipi di esistenze, ossia tre precedenti cicli cosmici, conosciuti nell'induismo come kalpa, da intendere però come gradi evolutivi progressivi, che si ripetono ciclicamente ma ad un livello ogni volta superiore.

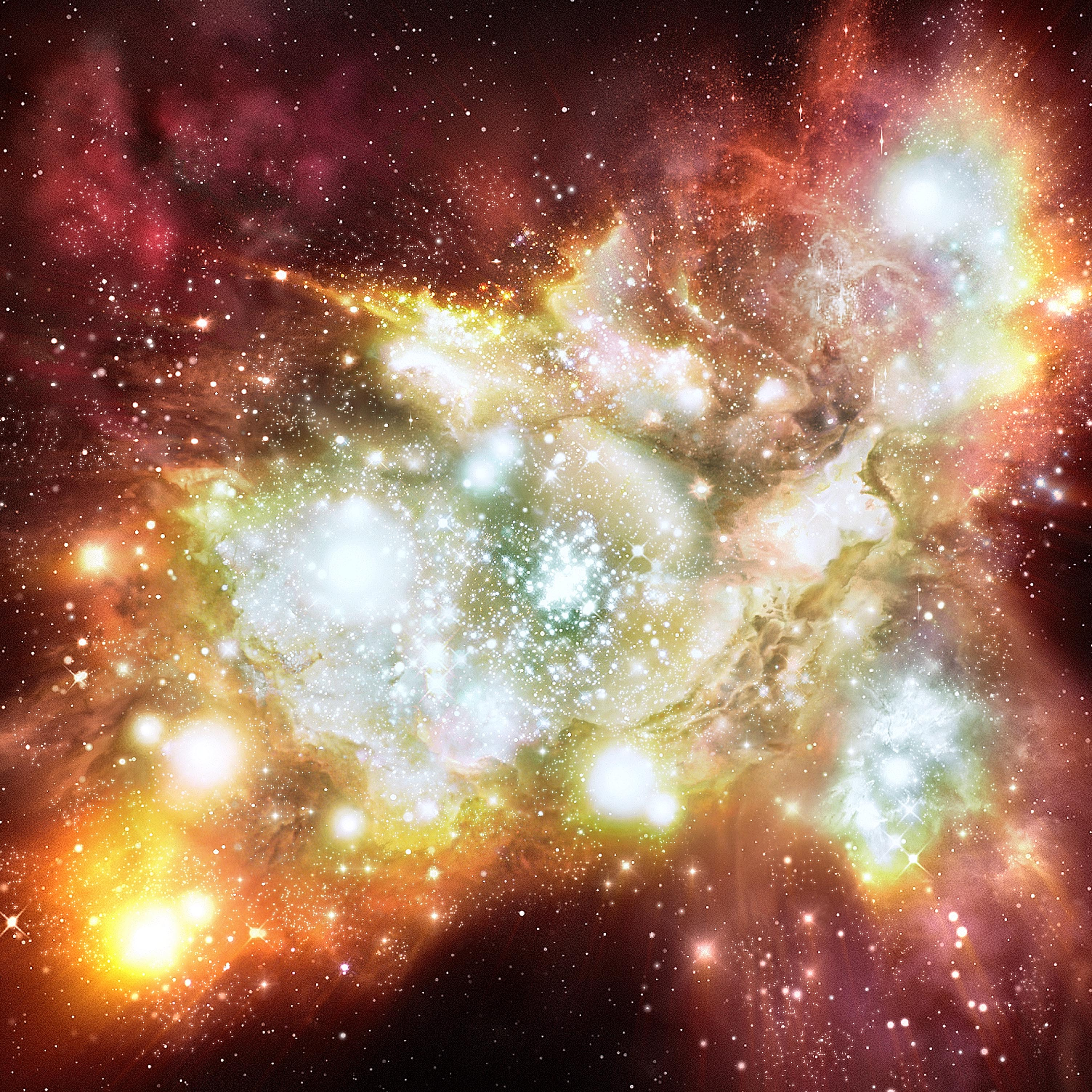
Raffigurazione artistica di una nebulosa protoplanetaria

- 1. Il primo di questi cicli terrestri è denominato da Steiner «antico Saturno»: egli tiene a precisare che tale designazione non va confusa con quella dell'attuale corpo celeste, che di quel primo periodo rappresenta soltanto un retaggio. È sull'antico Saturno che l'essere umano ha fatto la sua prima comparsa, ma in una forma completamente diversa da quella presente, di cui possedeva soltanto l'elemento fisico, derivante dal sacrificio di sublimi entità spirituali, i Troni o Spiriti della Volontà, i quali emanarono da sé una parte della loro sostanza «calorica»: Saturno andrebbe infatti concepito come un mondo costituito unicamente da calore, una condizione non riducibile al fenomeno meccanico conosciuto dalla termodinamica, che ne studia solo gli effetti, trascurandone l'esperienza che si prova interiormente.[7]

Sarebbe possibile paragonarlo approssimativamente ad una nebulosa cosmica primordiale, come quella da cui, secondo alcune teorie cosmogoniche, si sarebbe formato l'odierno sistema solare, sebbene si tratti non di un corpo gassoso ma appunto «calorico». L'evoluzione saturnia seguì un lungo periodo di ascesa, e quindi uno discendente, nel quale il corpo calorico si accese di fenomeni luminosi, riflesso di immagini oniriche che rifulgevano nella coscienza ancora in divenire degli spiriti Arcangeli, andando a costituire il germe degli organi umani di senso, in particolare del gusto.
- 2. Dopo un periodo di riposo o pralaya, una nuova metamorfosi della Terra fu quella denominata «antico Sole», nel quale accanto alla sostanza ignea comparve quella aerea o gassosa, ceduta sempre da superiori Gerarchie cosmiche, in tal caso le Dominazioni o Spiriti della Saggezza. All'essere fisico umano si aggiunse così la componente eterica, corrispondente ad una coscienza di sonno, che gli diede la vitalità di una pianta, grazie al movimento di correnti caloriche-gassose. Altre entità spirituali al contempo prendevano parte allo sviluppo del corpo vitale umano, evolvendosi anch'esse, comprese tuttavia una parte quegli esseri, noti come Principati o Spiriti della Personalità, rimasti indietro dall'antico Saturno ad un livello inferiore di sviluppo. Costoro, verso la metà dell'evoluzione solare, intervallata da varie pause, operarono una scissione, staccandosi dal Sole per formare un nuovo Saturno indipendente.

Anche nell'umanità solare vi erano alcune entità rimaste indietro ad uno sviluppo saturnio, una sorta di sostanza-calore che permeò la costituzione degli uomini dando luogo a un dualismo tra una parte superiore ed una inferiore. In tal modo ebbe origine in costoro una percezione, seppure oscura, dei regni inferiori a loro esterni, costituiti da quei residui saturni, simile ad una sensazione olfattiva. Si posero analogamente i germi del sistema ghiandolare. Grazie a un nuovo intervento degli Spiriti della Saggezza, l'entità umana divenne capace in seguito di avvertire i primi accenni della simpatia e dell'antipatia, finché acquistò una vita sempre più autonoma.
- 3. Il terzo ciclo cosmico è denominato «antica Luna», in cui, dopo una ricapitolazione delle condizioni precedenti, l'aria si condensò in elemento liquido. Il corpo lunare dell'uomo, grazie all'intervento degli Spiriti del Moto o Virtù, si rivestì allora di una nuova componente, quella astrale, in grado di conferirgli una coscienza immaginativa di sogno, fatta di impulsi e desideri animali. Come sull'antico Sole, non tutte le entità umane progredirono, sicché nel nuovo corpo lunare rimasero due tipi di residui, quelli saturni, dotati solo di corpo fisico, e quelli solari, dal corpo fisico ed eterico. Avvenne inoltre un'altra scissione, da parte degli Spiriti più elevati, che diedero vita a un nuovo Sole, più raffinato, portandovi soltanto gli elementi calore ed aria. In tal modo, non essendo più ostacolati dalla densità dell'acqua, essi riuscirono a progredire più efficacemente, potendo al contempo esercitare maggiori influssi evolutivi sugli esseri rimasti sulla Luna. Il corpo astrale ed anche eterico dell'uomo lunare, così, ne risultò in parte sollevato dalla materia grossolana del fisico, salendo ad un livello di umanità-animale. Lo stesso avvenne per gli altri due regni residui, che divennero una sorta di piante-animali e minerali-vegetali. Altri Spiriti indipendenti, tuttavia, erano rimasti sulla Luna, per via di una «ribellione» verso gli esseri solari che si ripercosse sulle condizioni della coscienza umana: in questa si generò un'alternanza tra un periodo in cui, meno presente a sé stessa, era rivolta alla luce del Sole, assorbendone lo splendore e la sonorità dei suoi sublimi abitatori; e un altro periodo più buio in cui il corpo astrale riprendeva il controllo degli organi eterico e fisico.[9] Tale «risveglio» lunare dopo l'ottundimento solare era simile ad una rinascita nel mondo fisico, che rifletteva i movimenti di Luna e Sole, espressione dei rapporti tra questi due organismi animico-spirituali. Altri corpi cosmici intanto si erano formati per ospitare il grado evolutivo di chi vi abitava.

Allora la coscienza immaginativa dell'uomo lunare non percepiva direttamente gli eventi fisici, ma se li raffigurava in forma di simboli, tramite cui si manifestavano gli esseri angelici che li provocavano. Queste immagini sognanti rielaboravano inoltre l'ambiente esterno in maniera simile ad un processo nutritivo, affine in un certo senso alla respirazione, agendo anche come forze formative dando luogo alla procreazione. Da un prolungamento degli organi di senso nacque anche un principio di terminazioni nervose. Col tempo la coscienza immaginativa indipendente dell'uomo lunare si andò affermando sempre più anche nei periodi solari, finché Luna e Sole si poterono riunire in un solo corpo, "eterizzato" in particolare dagli Spiriti della Saggezza che infusero in esso la loro qualità. Complessivamente l'epoca lunare attraversò sette cicli, intervallati da pause, nel mediano dei quali gli Angeli oggi più in basso della Gerarchia spirituale raggiunsero il loro stadio umano.
- 4. Il quarto stadio evolutivo terrestre è infine quello attuale, dove il fisico si è condensato in materia solida, rendendo adatto l'uomo a sviluppare la coscienza oggettiva dell'Io, che lo contraddistingue dagli altri esseri, animali, vegetali e minerali, rimasti indietro ai livelli precedenti, rispettivamente lunare, solare, e saturnio. All'inizio dell'evoluzione della Terra, tuttavia, i vari corpi umani hanno dovuto essere adattati a ricevere la coscienza dell'Io: dopo che essi riapparvero in forma animica, in un primo periodo si ebbe una ripetizione delle antiche condizioni saturnie, in cui l'uomo giaceva nel grembo di superiori entità spirituali, e venne unito alla Terra, costituita da un corpo di fuoco, solo per una piccola parte di sostanza-calore, germe della sua anima senziente. In un secondo periodo, detto iperboreo, avvenne la condensazione in gas o «aria», che avvolse l'uomo come una sorta di vibrazione sonora, costituendone il germe dell'anima razionale. Prima del terzo periodo, quello lemurico, in cui avvenne un'ulteriore passaggio allo stato acqueo, da quel globo si distaccò un corpo cosmico indipendente, destinato a divenire l'odierno Sole, su cui presero dimora gli spiriti più elevati che non potevano più servirsi dell'elemento liquido per la loro evoluzione. Come conseguenza di questa separazione, si produsse nell'uomo un'alternanza di coscienza tra fasi diurne e notturne, corrispondenti ai movimenti della Terra in rapporto al Sole, comunque molto diversi da quelli attuali. Nelle fasi diurne, sotto l'influsso degli esseri solari, le anime umane penetravano nella vita fisica, e assorbendo i liquidi terrestri, percepiti come bagliori luminosi, contenenti in nuce la loro anima cosciente, davano forma a degli embrioni, infondendovi le proprie immagini, in una sorta di fecondazione asessuata, salvo abbandonarli nelle fasi notturne alla decomposizione.

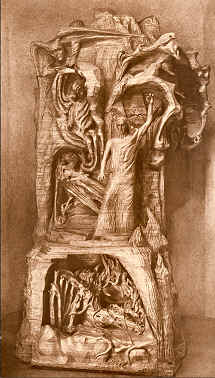
Scultura in legno di olmo scolpita da Rudolf Steiner e Edith Maryon, situata in Svizzera nel Goetheanum di Dornach, che raffigura al centro il rappresentante dell'Umanità in lotta tra Lucifero e Ahrimane nel tentativo di bilanciarli

Col proseguire della condensazione in elemento solido o «terrestre», le anime umane non riuscirono più a plasmare tali embrioni, i quali acquisirono progressivamente una vitalità indipendente, grazie all'influsso di Entità superiori. A quel punto si verificò un nuovo distacco cosmico, allorché la Luna si separò dalla Terra portando con sé gli agenti più consolidanti e fossilizzanti. Come conseguenza di questo evento, si produsse negli umani la separazione tra i sessi maschile e femminile, mentre le loro anime poterono riunirsi più facilmente ai loro corpi, resi nuovamente malleabili; questi ultimi, ogni volta che tornavano in vita, avvertivano la memoria collettiva di un «Io» che si perpetuava nelle loro generazioni. Questo Io, che scorreva come fuoco dando origine alla circolazione sanguigna, era una scintilla accesa dagli Elohim o Spiriti della Forma, grazie al quale i corpi umani presero coscienza di essere entità autonome, arrivando a percepire la realtà fenomenica non più sotto forma di simboli onirici, ma come un mondo "oggettivo" esterno, separato da sé. La coscienza umana sarebbe divenuta così un armonico specchio dell'universo, se non fossero intervenute delle entità irregolari, rimaste indietro dall'antica Luna ma trattenutesi sulla Terra, conosciute come Spiriti Luciferici, i quali agirono sul corpo astrale umano, inducendolo ad esplicare la coscienza dell'Io in piena libertà, esponendolo in tal modo alla possibilità dell'errore. Il corpo vitale invece rimase esente dall'influsso luciferico, grazie agli Esseri lunari che preservarono l'uomo dall'acquisire un Io completamente legato alla terra, avulso dal Sole, connettendolo piuttosto all'Io superiore dei suoi antenati. Vi erano tuttavia diverse tipologie di uomini, come conseguenza della precedente solidificazione che aveva costretto varie anime a cercare su altri pianeti, corrispondenti ai loro gradi di evoluzione, possibilità più adatte di incarnazione. Quando le suddette anime, da Saturno, Marte, Giove ecc. poterono tornare sulla Terra, attraverso cicli di reincarnazione coi quali comparve al contempo il karma, si trovarono a uno stadio meno evoluto di quelle rimaste sempre sulla Terra, subendo l'influsso luciferico anche nel corpo vitale. Costoro usarono il potere di fuoco del loro Io causando un'immensa catastrofe che distrusse Lemuria.
Nel successivo quarto periodo terrestre, noto come Atlantide, si stabilizzò la suddivisione in sette razze, ognuna facente capo all'Oracolo del suo rispettivo pianeta. In quella più evoluta, discendente dal Sole in cui dimorava l'Essere Solare conosciuto in seguito come il Cristo, l'influsso luciferico costituì, anziché un ostacolo, un'occasione di ulteriore progresso, rendendo possibile ad esempio lo sviluppo del linguaggio. Il corpo vitale umano su Atlantide era ancora piuttosto slegato da quello fisico, cosa che consentiva fenomeni di veggenza, durante i quali gli iniziati delle scuole oracolari venivano condotti alla visione delle loro rispettive Entità superiori. La sapienza misterica così acquisita dovette col tempo essere occultata sempre più per proteggerla dalla crescente corruzione del genere umano. Verso la metà dell'epoca atlantidea infatti penetrò nell'uomo l'influsso di Arimane, una potenza irregolare più antica di quella luciferica: mentre quest'ultima mirava ad accendere superbia ed egoismo nell'interiorità umana, Arimane operava dall'esterno impedendo la percezione dei fenomeni spirituali e deviandola verso le illusioni della materia. Ciò si ripercosse anche nella forma esteriore di quegli uomini il cui ritardato sviluppo animico produceva un aumento gigantesco del loro aspetto materiale. La seduzione di alcuni iniziati, che conoscevano i segreti delle forze vitali della procreazione, determinò infine la distruzione di Atlantide sotto la furia dell'aria e dell'acqua.
Dopo Atlantide ebbe inizio il quinto periodo dell'era terrestre, che dura tuttora, nel quale i sopravvissuti alla catastrofe emigrarono in gran parte verso Oriente, compresi i custodi dei segreti dei vari Oracoli. La diffusione illecita dei misteri del pianeta Vulcano deviò tuttavia l'umanità verso gli istinti terreni più bassi, determinando la dissoluzione delle ultime razze atlantidee meno malleabili. Solo la guida suprema dell'oracolo del Sole riuscì a preservare un gruppo di adepti, il cui corpo eterico era giunto ormai a coincidere con quello fisico trasformandone il cervello in un vero strumento di pensiero, che consentiva la percezione effettiva del loro «Io», ma impedendo d'altronde le visioni chiaroveggenti. Sette di questi uomini dall'intelletto sviluppato furono iniziati ai misteri del Cristo-Sole, e il loro corpo vitale fu intessuto con quello già posseduto anticamente dai migliori iniziati dei sette Oracoli. Costoro divennero i Maestri, conosciuti come i sette santi Rishi, del primo periodo dell'epoca post-atlantidea, denominato da Steiner paleo-indiano:
- nell'antica India, che era solo una lontana antenata del popolo che sarà chiamato con questo nome, l'uomo sperimentò come ricordo l'antica saggezza atlantidea, dalla quale era rimasta una specie di chiaroveggenza crepuscolare, e che condusse a una divisione degli uomini in caste. Le aspirazioni degli antichi indiani erano rivolte soltanto verso il mondo sovrasensibile ormai perduto, guardando ai fenomeni terreni come pura illusione.
- I popoli del secondo periodo, quello paleo-persiano, svilupparono invece la tendenza opposta a conquistare il mondo fisico-sensibile, che costituisce del resto la missione dell'umanità post-atlantica, cioè incrementare le forze del pensiero senza più lo stimolo diretto del mondo spirituale. I fenomeni naturali non erano visti solo come illusione, ma andavano compresi e apprezzati come manifestazione di attività sovrasensibili.[12] Le disposizioni eccessive verso la terra vennero allora controbilanciate da un impulso spirituale ad opera di una guida, inviata dallo Spirito del Sole, chiamata da Steiner «Zoroastro», ma appartenente a un tempo molto più antico dell'omonimo personaggio. Egli ebbe la rivelazione dello Spirito di Luce da un lato, e di Arimane dall'altro, insegnando al suo popolo come affrontare il conflitto tra questi due principi.
- La terza epoca post-atlantidea sorse fra i Caldei, i Babilonesi, gli Assiri da una parte, e gli Egiziani dall'altra. Costoro avevano smarrito quasi completamente le facoltà veggenti, ma progredirono oltre, investigando le leggi spirituali nascoste dietro le impronte fisico-sensibili, dando origine alla scienza, alla tecnica e all'arte. In Egitto, dove era attivo in particolare l'oracolo di Mercurio tra quelli atlantidei che vi erano stati trasferiti, la guida di quel periodo è denominabile Ermete, che insegnava a impiegare operosamente le forze umane sulla Terra per metterle a servizio di Osiride, la sublime entità solare.

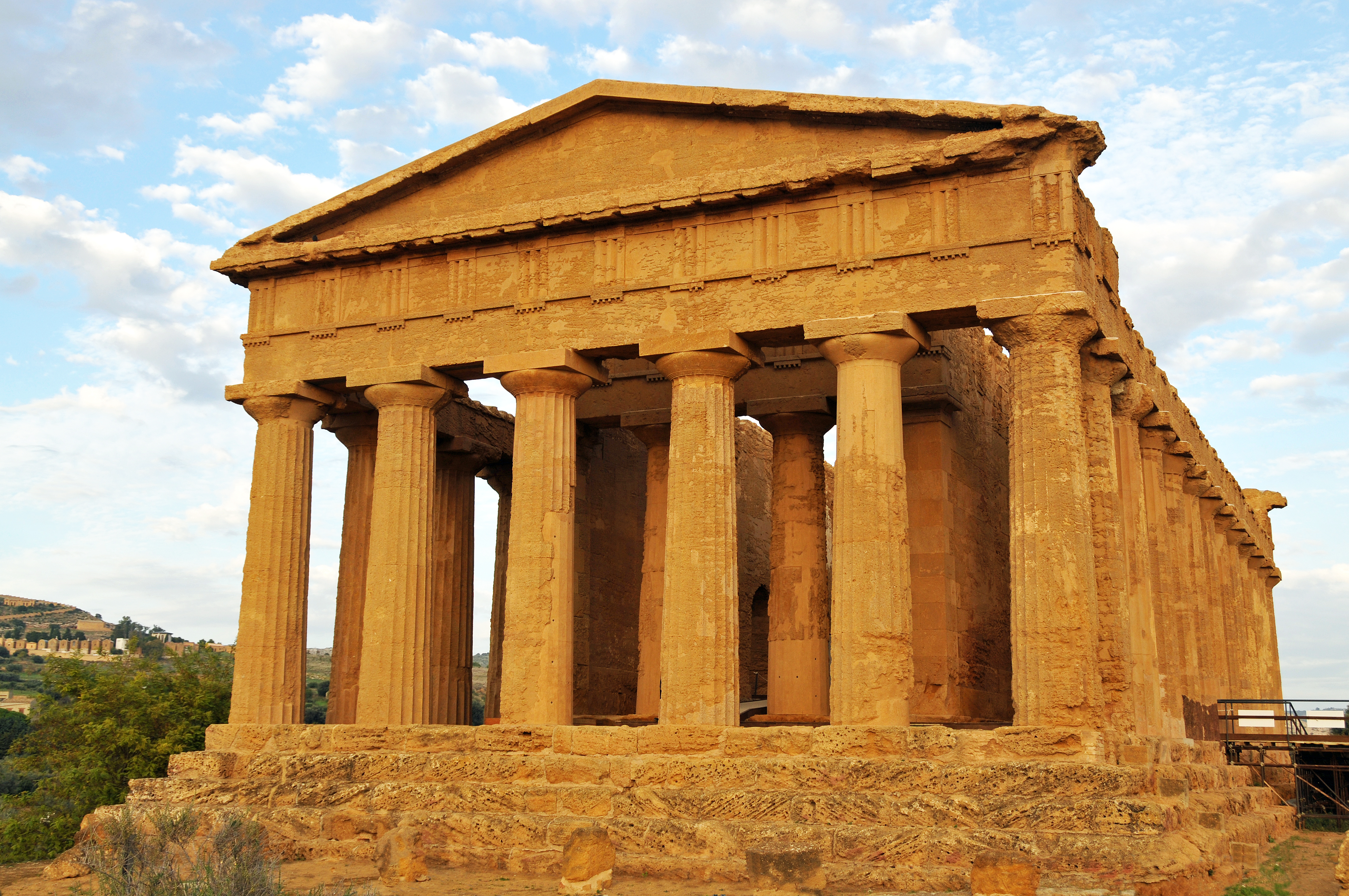
La perfezione architettonica del tempio greco

- La quarta epoca, quella di cultura greco-latina, sorse dai discendenti degli emigrati dalle contrade più diverse di Atlantide, che avevano fondato nell'Europa sud-orientale dei santuari d'iniziazione, in cui venivano coltivati i Misteri dell'antichità, tra cui quelli orfici, elusini, e pitagorici. La loro saggezza permeò per vie occulte la poesia, la filosofia, e l'arte greca, generando l'impulso ad esprimere la perfezione dello spirito nella sostanza fisica. I templi greci venivano costruiti quali involucri materiali dei misteri oracolari, soprattutto di Giove. D'altronde lo sguardo spirituale si era ormai spento, e le anime dedicate completamente all'esistenza fisico-sensibile venivano soggette dopo la morte all'influsso di Arimane, vivendo letteralmente come ombre.[13] Solo gli iniziati, introdotti ad alcuni particolari Misteri, potevano superare l'oscuramento arimanico riguardo alle forze operanti in natura; in un secondo genere di Misteri ricevevano invece la rivelazione delle componenti animiche umane celate da Lucifero.[14] In costoro avveniva così la visione profetica della futura venuta del Cristo. Nel popolo israelita, intanto, un profeta peculiare fu Mosè, che avendo accolto i misteri dell'Egitto, percepiva l'entità stabilitasi sulla Luna che faceva da specchio allo Spirito Solare. Quest'ultimo, quando discese infine in Gesù, apparve come la più alta espressione dell'«Io», come l'Ideale universale dell'uomo, aprendo la possibilità di accogliere la sapienza tenuta nascosta da Lucifero. E con l'evento del Golgota venne inoltre inoculata nell'essere umano la capacità di convertire in bene l'influsso di Arimane, rendendo possibile anche ai defunti di squarciare le ombre in cui dimoravano. Lo Spirito Solare operò come un seme grazie al quale il progresso nel mondo sensibile non corrispondeva più necessariamente a una decadenza spirituale, e nel quale ogni «Io» umano trovava la propria origine comune, indipendentemente dalla propria appartenenza di popolo o etnia proveniente da mondi diversificati.
- La quinta epoca post-atlantica in cui ci troviamo fu preparata dai popoli del Nord-Europa, in cui fiorì un tesoro di leggende da cui traspariva il contenuto dell'antica chiaroveggenza crepuscolare, tenuto in vita anche qui da scuole misteriche. La venuta del Cristo ad esempio era stata presagita dal mito del crepuscolo degli Dei. Il cristianesimo penetrò allora soprattutto nella sfera del sentimento degli uomini, mentre essi rivolgevano invece le capacità dell'intelletto al mondo fisico-sensibile. Ne derivò la scissione odierna tra scienza e fede, tra cultura materiale esteriore e misticismo spirituale.

Queste due tendenze, scientifica da un lato e spirituale dall'altro, sono destinate secondo Steiner a riunirsi nella futura sesta epoca post-atlantica in una «scienza dello spirito», di cui già vanno ponendosi le premesse.

## La conoscenza dei mondi superiori
L'autore affronta a questo punto il modo per conseguire l'iniziazione, cioè quello stato in cui l'anima vive coscientemente la dimensione del sonno, cioè eliminando qualunque impressione dei sensi e le rappresentazioni a questi collegate, pur rimanendo desta.
Egli distingue tre gradi della visione chiaroveggente, progressivamente più alti, quelli dell'immaginazione, dell'ispirazione, e infine dell'intuizione. Chiunque a suo dire può elevarsi a questi gradi, praticando ripetutamente l'«esercizio della Rosacroce», che allena a slegare la vita dell'anima dalle impressioni dei sensi: per raggiungere il primo livello dell'immaginazione, egli prospetta l'immagine del verde delle piante, puro e rasserenante, col quale riempire la mente e il cuore. Il praticante dovrebbe poi immergersi nella visione di passioni e bramosie insoddisfatte di un uomo, contenute nel suo sangue rosso. I due colori contrapposti, col verde sotto e il rosso sopra, vanno quindi congiunti a formare una rosa, che rappresenta la purificazione di quelle passioni. Componendo infine l'immagine seria e gravosa di una croce nera, che di quelle brame animalesche simboleggia la morte, le si vedranno risorgere come forze divine facendo fiorire dal centro della croce sette rose rosse.
Quest'ultima immagine costituisce il simbolo da richiamare ogni volta alla mente, costruito con la forza vivificatrice dell'anima. Quel che conta è infatti la durata e l'intensità dello sforzo di pensieri e sentimenti che vengono rivolti al simbolo.
Un tale esercizio serve a sperimentare che la coscienza non si spegne quando si astrae dalle percezioni sensorie.
Al discepolo potrà anzi capitare, durante il sonno, di accorgersi di non dormire completamente, avvertendo una sorta di «continuità della coscienza».
Col tempo egli giungerebbe a rilevare in sé lo sviluppo di un organo animico, un nuovo essere situato nel proprio nucleo essenziale, in grado di acquisire una progressiva indipendenza rispetto al suo "Io" precedente, con cui poter percepire fatti ed entità spirituali.
Steiner consiglia vari atteggiamenti e facoltà da coltivare come il sentimento di venerazione, ma raccomanda in ogni caso l'importanza, nell'educazione spirituale, di disporre l'anima alla pazienza e alla perseveranza. Per altri esercizi di concentrazione interiore egli rimanda al suo apposito libro L'Iniziazione.
Tre sono dunque gli stadi dell'iniziazione da lui prospettati:
- con l'Immaginazione si ha una percezione, soltanto descrittiva, della trasformazione spirituale di un processo nell'altro, ad esempio il passaggio di una pianta dalla fioritura alla fruttificazione;
- con l'Ispirazione si arriva invece a conoscere i reciproci rapporti tra gli esseri responsabili di quelle trasformazioni, comprendendo come la fioritura corrisponda a una condizione solare, analoga alla Terra prima del distacco del Sole, mentre la fruttificazione a una condizione lunare, successiva alla precedente. Si impara a leggere cioè «la scrittura occulta»;
- con l'Intuizione si penetra dentro a quelle entità stesse, divenendo tutt'uno con loro. Solo l'intuizione consente un'investigazione esaustiva dell'occulto.

L'ispirazione può essere raggiunta ripetendo l'esercizio della Rosacroce, ma eliminando completamente dalla propria coscienza ogni immagine sensibile, conservando soltanto l'attività animica con cui ce la si era costruita, meditando cioè non sul simbolo, ma sui processi interiori che l'hanno prodotto.
Per approdare all'intuizione, invece, vanno eliminate non solo le immagini ma anche le esperienze interiori: se a questo punto non si cade nell'incoscienza, quel che resterebbe nella coscienza può diventare oggetto di concentrazione intuitiva.
Al grado dell'immaginazione si formeranno dei veri e propri organi della percezione superiore nel corpo astrale umano, descrivibili come «fiori di loto», in corrispondenza di varie parti anatomiche del corpo fisico, come il punto fra le sopracciglia, la laringe, il cuore, la regione epigastrica.
Eseguendo correttamente gli esercizi dell'ispirazione, nuove formazioni o correnti si sviluppano invece nel corpo eterico, fungendo da protezione. Lo sviluppo dell'intuizione esercita infine un'azione anche sul corpo fisico, facendo acquisire volontà su certe sue manifestazioni, quali ad esempio il respiro, operando una trasmutazione della sostanzialità materiale nel suo corrispondente spirituale che è l'autentico significato della pietra filosofale.
Col rafforzamento delle forze animiche, uno dei pericoli a cui va incontro lo scolaro dell'occultismo è che l'egoismo e l'amore di sé si presentino paradossalmente a un grado d'intensità mai raggiunto nella vita interiore normale, determinando inoltre una scissione tra le sfere del pensare, del volere e del sentire. Steiner sottolinea quindi l'esigenza che l'allievo affini anche la sua evoluzione morale, elencando cinque qualità dell'anima da sviluppare:
- la padronanza del pensiero, diventando capaci di attingere anzitutto in sé stessi l'ordine e il contenuto dei propri pensieri, che non avranno più il sostegno delle impressioni sensibili;[17]
- il dominio sugli impulsi volitivi, per non farsi sottomettere dalle tendenze, gli istinti e le passioni dell'Io abituale;
- l'imperturbabilità di fronte al piacere e al dispiacere;
- la positività nel giudicare del mondo;
- la spregiudicatezza nella concezione della vita, aprendosi a nuove possibilità e punti di vista.

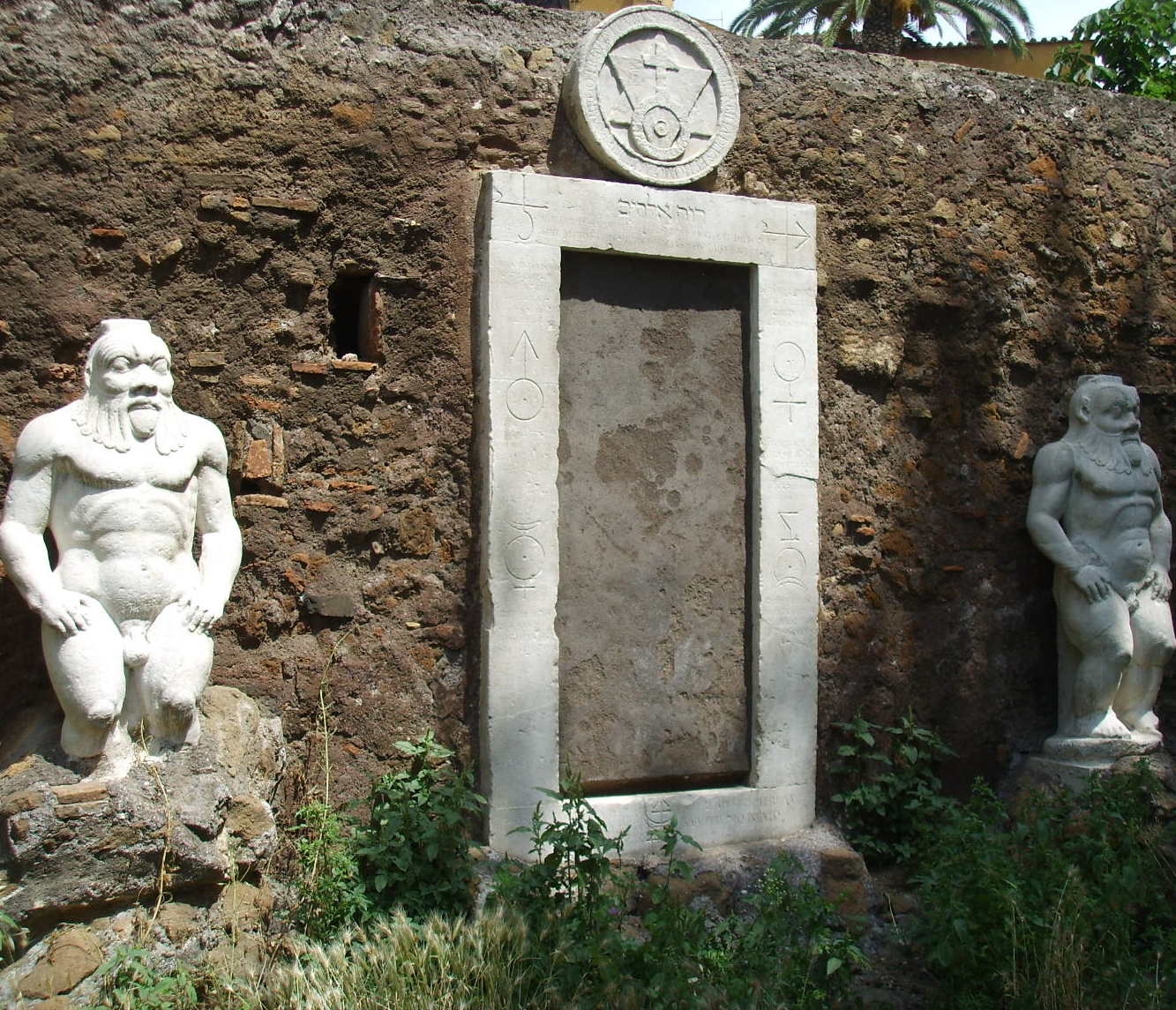
Guardiani sulla soglia dell'iniziazione, nel monumento alchemico della Porta Magica (Roma)

Praticando la giusta disciplina, il nuovo Sé che si presenta all'allievo quale egli è veramente, cioè il suo doppio, gli risulterà associato a un senso di vergogna, ponendosi dinanzi al mondo spirituale come un «guardiano» per vietarne l'ingresso a coloro che non sono ancora adatti a penetrarvi. Esso è chiamato perciò da Steiner il «Guardiano della soglia».
Questo incontro è salutare perché consente al discepolo di eliminare da sé tutte le aspettative ed illusioni luciferiche provenienti dalla propria personalità che gli impedirebbero una visione oggettiva della realtà spirituale.
Una seconda sorgente di illusione riguarda invece l'aspetto esteriore delle realtà spirituali, sottoposte ad Arimane, per vincere la quale si presenta allo scolaro un secondo, «Grande Guardiano della Soglia», che lo invita a progredire oltre, ma la cui vista, se non preceduta da adeguata preparazione, potrebbe generare un sentimento di «infinito terrore».
Evitando tuttavia di attribuire un carattere personale alle osservazioni sovrasensibili, egli eviterà il pericolo di confondere l'apparenza con la realtà.
I gradi con cui salire nella conoscenza occulta, «adatta per le anime che s'incarnano nei tempi attuali», sono quindi sintetizzati dall'autore nei seguenti passi:
1. studio della scienza dello Spirito, servendosi della normale forza di giudizio utilizzata nel mondo sensibile;
2. acquisto della conoscenza immaginativa;
3. lettura della «scrittura occulta» (Ispirazione);
4. lavoro con la pietra filosofale (Intuizione);
5. conoscenza dei rapporti fra Macrocosmo e microcosmo, cioè tra i singoli arti dell'uomo, quali polmoni, cuore, cervello, e l'intero universo da cui quegli organi si sono formati, a partire dal primo germe sull'antico Saturno, e poi con l'evoluzione attraverso l'epoca solare, lunare e terrestre;
6. progressiva unione col Macrocosmo, in cui ci sente parti integranti dell'edificio cosmico, come effusi nel mondo, pur senza perdere la propria indipendenza e identità personale;
7. beatitudine divina.[15]

## L'evoluzione presente e futura del mondo e dell'umanità
Negli stadi futuri l'uomo imparerà progressivamente a dominare i propri corpi inferiori, formatisi attraverso le passate evoluzioni su Saturno, Sole e Luna, di cui occorre tener conto come ricordi condensati, senza le quali non è possibile comprendere quelle a venire:
- quanto deriva dall'antica Luna verrà perfezionato nella prossima incarnazione della Terra, denominata Giove;
- lo stadio successivo sarà quello di Venere, in relazione con le condizioni dell'antico Sole;[19]
- un'ulteriore evoluzione avverrà su Vulcano, in rapporto con l'antico Saturno.

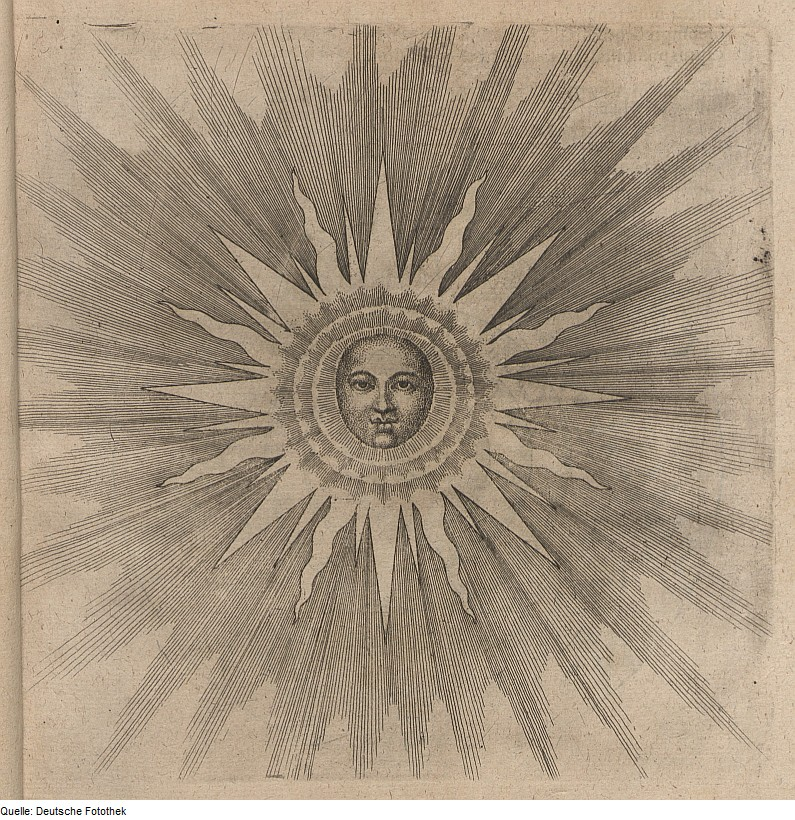
Lo Spirito del Sole raffigurato nell'Utriusque Cosmi maioris scilicet et minoris Metaphysica del filosofo rosacroce Robert Fludd (1617)

Allo sguardo chiaroveggente di Steiner si palesa anche lo sviluppo più prossimo della Terra: l'arcaica sapienza occulta basata sulla fede e la tradizione, che l'umanità ha dovuto smarrire per poter sviluppare autonomamente le forze dell'intelletto e del sentimento, tonerà ad esercitare la sua azione in forma nuova, come «conoscenza del Graal», già a partire dall'attuale quinto periodo post-atlantico, grazie all'impulso dato dall'avvento del Cristo che acquisterà sempre maggior vigore e significato. Come il periodo attuale, iniziato nel XIII secolo, ripete le esperienze di quello terzo egizio-caldaico, compenetrandole delle nuove forze intellettive e sentimentali, così nel sesto e settimo periodo l'umanità ripercorrerà all'inverso, ad un livello superiore e autocosciente, le tappe della chiaroveggenza crepuscolare vissute rispettivamente nel secondo e primo periodo post-atlantico. Seguirà un cataclisma come quello che distrusse Atlantide, e quindi le due ultime ere terrestri, composte a loro volta da sette periodi ciascuna.
La Terra, a cui si ricongiungeranno allora la Luna, il Sole e altri pianeti, sarà chiamata ad avviarsi verso un «cosmo dell'Amore», come l'antica Luna aveva realizzato il «cosmo della Saggezza», ma a differenza di quest'ultima, l'armonia che vi regnerà sarà dettata non dalla natura, bensì appunto da una libera scelta d'amore, il cui archetipo è Cristo, il sublime Essere Solare.
La parte di umanità devota al male, incapace di seguire l'evoluzione, costituirà invece un ambito terrestre separato, e i suoi discendenti rinasceranno su Giove come un regno umano inferiore, su cui si eserciterà l'azione nobilitatrice dei buoni. Non vi sarà allora un regno minerale, quello più basso sarà il vegetale.
Allo stato di Venere anche il regno vegetale sarà scomparso, e il più basso sarà quello animale, nuovamente trasformato. Da Venere, che a differenza di Giove, Terra e antica Luna resterà sempre unito al Sole, si distaccherà inoltre uno speciale corpo celeste contenente tutti gli esseri che si sono opposti all'evoluzione, una sorta di «luna incorreggibile» che da allora seguirà un andamento suo proprio.
L'autore sottolinea che la prescienza delle ere future non inficia la libertà d'azione degli esseri umani, poiché descrive soltanto il progetto di dimorare in futuro in un ambiente di cui loro stessi sono liberi di determinare le condizioni.